# 鳥矢崎村
鳥矢崎村（とやさきむら）は、昭和30年（1955年）まで宮城県栗原郡にあった村。現在の栗原市栗駒里谷・栗駒猿飛来・栗駒鳥沢・栗駒中野・栗駒深谷にあたる。

## 沿革
- 明治8年（1875年）10月17日 - 水沢県による村落統合にともない、鳥沢村・里谷村・深谷村が合併して鳥谷村が、猿飛来村と中野村が合併して駒崎村がそれぞれ成立。
- 明治22年（1889年）4月1日 - 町村制施行にともない、鳥谷村と駒崎村が合併し、鳥矢崎村が発足。
- 昭和30年（1955年）4月1日 - 鳥矢崎村と岩ヶ崎町・栗駒村・尾松村・文字村および姫松村の一部（片子沢・宝来）が合併し、栗駒町となる。

## 行政
- 歴代村長

| 代 | 氏名       | 就任                       | 退任                       | 備考 |
| -- | ---------- | -------------------------- | -------------------------- | ---- |
| 1  | 後藤元城   | 明治22年（1889年）4月      | 明治32年（1899年）5月26日  |      |
| 2  | 工藤貞治   | 明治32年（1899年）11月15日 | 明治36年（1903年）11月14日 |      |
| 3  | 菅原格治   | 明治36年（1903年）12月9日  | 明治43年（1910年）1月11日  |      |
| 4  | 菅原長作   | 明治43年（1910年）2月16日  | 大正3年（1914年）2月15日   |      |
| 5  | 後藤元城   | 大正3年（1914年）11月13日  | 大正7年（1918年）11月12日  | 再任 |
| 6  | 佐々木文治 | 大正8年（1919年）1月27日   | 大正10年（1921年）2月5日   |      |
| 7  | 佐藤文治   | 大正10年（1921年）5月24日  | 昭和4年（1929年）7月15日   |      |
| 8  | 高橋良平   | 昭和4年（1929年）12月2日   | 昭和13年（1938年）3月14日  |      |
| 9  | 深見八郎   | 昭和13年（1938年）3月15日  | 昭和13年（1938年）3月24日  |      |
| 10 | 菅原孝哉   | 昭和13年（1938年）3月25日  | 昭和17年（1942年）3月24日  |      |
| 11 | 沢辺金三郎 | 昭和17年（1942年）4月10日  | 昭和21年（1946年）4月9日   |      |
| 12 | 阿部正一郎 | 昭和21年（1946年）4月27日  | 昭和21年（1946年）11月23日 |      |
| 13 | 土井永市   | 昭和22年（1947年）4月5日   | 昭和26年（1951年）4月4日   |      |
| 14 | 佐竹精一郎 | 昭和26年（1951年）4月23日  | 昭和30年（1955年）3月31日  |      |

## 教育
- 鳥矢崎村立鳥矢崎小学校
- 宮城県岩ヶ崎高等学校

## 交通

### 鉄道
- 栗原電鉄：杉橋駅 - 鳥矢崎駅